# Ecliptopera balsaminata
Ecliptopera balsaminata là một loài bướm đêm trong họ Geometridae.